# Astragalus lonchocarpus
Astragalus lonchocarpus är en ärtväxtart som beskrevs av John Torrey. Astragalus lonchocarpus ingår i släktet vedlar, och familjen ärtväxter. Inga underarter finns listade i Catalogue of Life.

## Bildgalleri

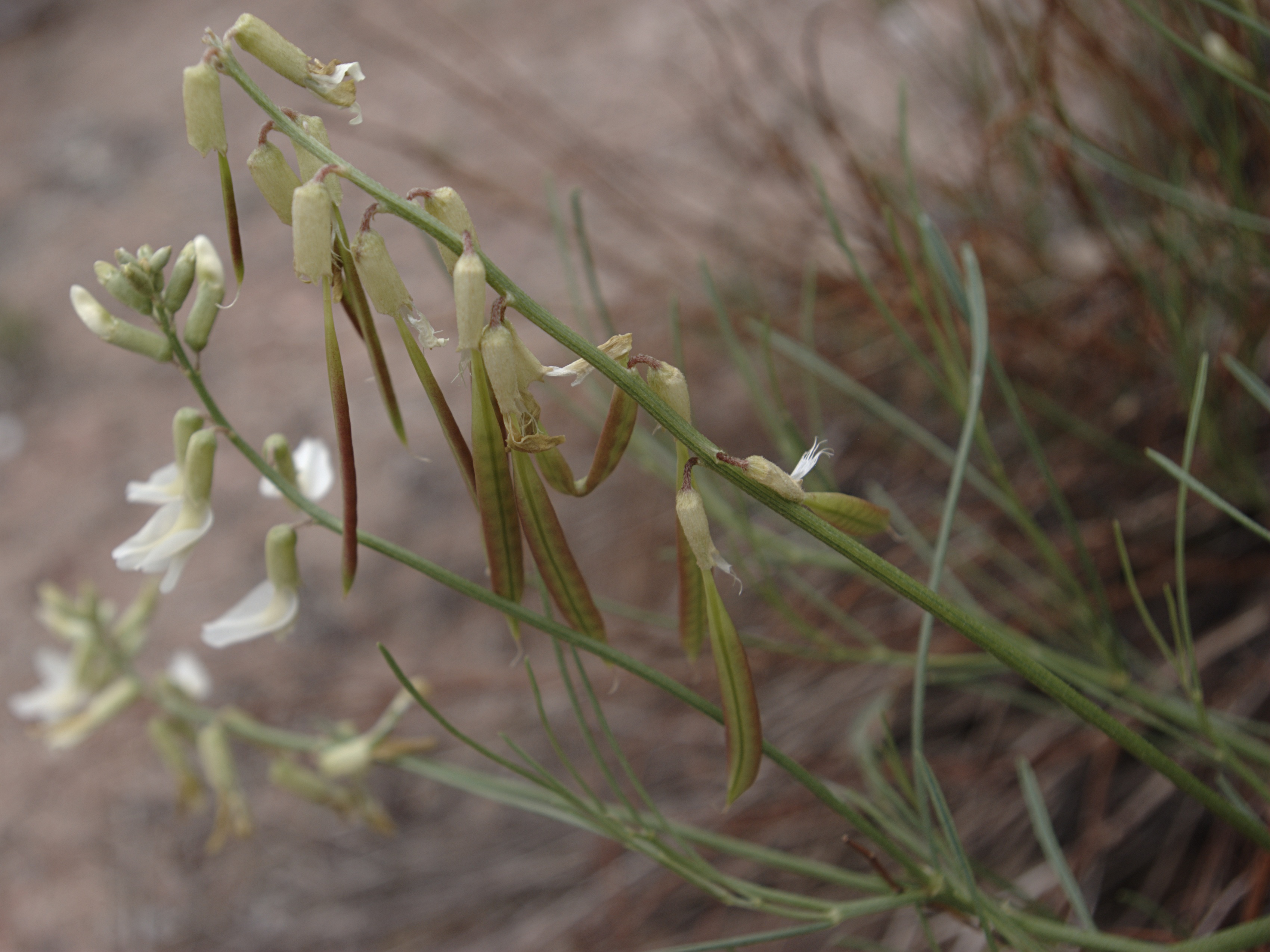